# Zurikò Davitaixvili
Zurikò Davitaixvili (georgià: ზურიკო დავითაშვილი; nascut el 15 de febrer de 2001 a Tblissi) és un jugador de futbol professional, fill de l'entrenador Sulikò Davitaixvili que juga com a migcampista ofensiu o extrem a l'AS Saint-Etienne de la Ligue 1 i a la selecció nacional de Geòrgia.

## Trajectòria a Clubs

### Geòrgia
Davitaixvili va debutar amb el Dinamo Tbilisi el 29 de setembre de 2017 en un partit contra Kolkheti Poti. Va entrar al terreny de joc al minut 72.
El 2018, va fitxar pel Lokomotivi Tbilisi. El mateix any The Guardian el va nomenar entre els 60 millors jugadors joves del món.
Com a jugador destacat de l'equip sub-17 de Geòrgia, va rebre una medalla d'or de la Federació de Futbol. Aquest reconeixement va ser el resultat de la seva excel·lent actuació en dues rondes classificatòries del campionat d'Europa sub-17 2018. Com a capità de l'equip, va marcar set gols en sis partits, inclòs un pòquer contra Macedònia del Nord.
Un any més tard va ser nomenat millor jove jugador de futbol georgià de la temporada.

### Rússia
El 29 de juny de 2019, Davitaixvili va signar un contracte de tres anys amb el club de la Premier League russa Rubin Kazan. Va debutar a la Premier League russa amb el Rubin el 15 de juliol de 2019 contra el Lokomotiv Moscou, com a titular.
La UEFA va incloure Zurikò Davitaixvili a la llista de cinquanta joves talents a principis del 2020.
El 20 d'agost de 2020, Davitaixvili va ser cedit al Rotor Volgograd per a la temporada 2020-21. El 16 de juliol de 2021, el jugador va arribar a un acord amb el Rubin per rescindir el seu contracte. Quatre dies després, va fitxar per l'Arsenal Tula.

### Retorn a Geòrgia
Després de la invasió russa d'Ucraïna el 2022, la FIFA va donar als jugadors estrangers que jugaven a Rússia el permís per rescindir el seu contracte immediatament. Així, el 23 de març de 2022, Davitaixvili va fitxar pel Dinamo Batumi.

### França
El 2 de setembre de 2022, Davitaixvili va ser cedit al Girondins de Bordeus fins a final de temporada. Va marcar un gol el dia del seu debut contra el Dijon i a final de temporda, el Girondins va exercir l'opció de compra amb un contracte de quatre anys.
Després d'una gran temporada a Bordeus, l'11 de juliol de 2024 va fitxar per l'Saint-Étienne per uns sis milions d'euros en el retorn dels Verts a la Ligue 1.

## Selecció nacional
Abans del 2016, Davitaixvili va jugar a la sub-17 de Geòrgia. Després del 2017, va jugar amb els sub-19 de Geòrgia. Va debutar amb la selecció de Geòrgia el 5 de setembre de 2019 en un amistós contra Corea del Sud, com a titular. Tres dies més tard, en un partit amistós contra Bulgària, va marcar el seu primer gol.
Davitaixvili va participar al Campionat d'Europa sub-21 del 2023, organitzat conjuntament per Geòrgia. El seu sorprenent gol en solitari contra Holanda en un empat 1-1 va resultar crucial per guanyar la fase de grups. Per la seva exhibició, Davitaixvili va rebre el premi al Jugador del Partit.
Davitaixvili va marcar el segon gol de la decisiva tanda de penals contra Grècia que va donar a Geòrgia la classificació per a una Eurocopa per primera vegada en la seva història.
També va ser uns dels integrants de la seva selecció a l'Eurocopa d'Alemanya 2024, on va participar als 4 partits que va jugar Geòrgia.

## Estadístiques

### Clubs
Actualitzat 25/06/2025
| Club                    | País    | Any       | Partits | Gols |
| ----------------------- | ------- | --------- | ------- | ---- |
| Dinamo Tbilsi           | Geòrgia | 2017-2018 | 6       | 0    |
| Lokomotivi Tbilisi      | Geòrgia | 2018-2019 | 29      | 3    |
| Rubin Kazan             | Rússia  | 2019-2020 | 28      | 2    |
| Rotor Volgograd         | Rússia  | 2020-2021 | 20      | 0    |
| Arsenal Tula            | Rússia  | 2021-2022 | 23      | 4    |
| Dinamo Batumi           | Geòrgia | 2022      | 18      | 7    |
| FC Girondins de Burdeus | França  | 2022-24   | 71      | 14   |
| AS Saint-Étienne        | França  | 2024-     | 34      | 9    |

### Selecció
Actualitzat 25/04/2025
| National team | Year  | Apps | Goals |
| ------------- | ----- | ---- | ----- |
| Georgia       | 2019  | 2    | 0     |
| Georgia       | 2020  | 4    | 0     |
| Georgia       | 2021  | 8    | 2     |
| Georgia       | 2022  | 8    | 1     |
| Georgia       | 2023  | 10   | 3     |
| Georgia       | 2024  | 12   | 0     |
| Georgia       | 2025  | 1    | 0     |
| Total         | Total | 46   | 6     |

| #  | Data            | Estadi                                         | Rival     | Gol | Resultat | Competició                            |
| -- | --------------- | ---------------------------------------------- | --------- | --- | -------- | ------------------------------------- |
| 1. | 8 Setembre 2021 | Estadi Nacional Vassil Levski, Sofia, Bulgària | Bulgària  | 1–4 | 1–4      | Amistós                               |
| 2. | 12 Octubre 2021 | Estadi de Fadil Vokrri, Pristina, Kosovo       | Kosovo    | 2–1 | 2–1      | Classificació Mundial de la FIFA 2022 |
| 3. | 5 Juny 2022     | Huvepharma Arena, Ràzgrad, Bulgària            | Bulgària  | 1–0 | 5–2      | Lliga de les Nacions UEFA 2022-23     |
| 4. | 17 Juny 2023    | AEK Arena, Larnaca, Xipre                      | Xipre     | 2–1 | 2–1      | Classificació Eurocopa 2024           |
| 5. | 12 Octubre 2023 | Estadi Mikheil Meskhi, Tbilisi, Geòrgia        | Tailàndia | 1–0 | 8–0      | Amistós                               |
| 6. | 12 Octubre 2023 | Estadi Mikheil Meskhi, Tbilisi, Geòrgia        | Tailàndia | 6–0 | 8–0      | Amistós                               |

## Palmarès

#### Geòrgia Sub-17
Subcampió de la Copa President del Kazakhstan: 2017

#### Individual
- Màxim golejador de la Copa President del Kazakhstan: 2017[22]
- Jugador de l'any sub-19 a Geòrgia: 2018[23]
- Millor jugador jove georgià: 2019[24]
- Ordre d'Honor de Geòrgia: 2024[25]
- Jugador del mes de la Ligue 1: Octubre 2024[26]
- Gol del mes de la ligue 1: Octubre 2024[27]